# Wikipédia en tarentin
Wikipédia en tarentin (en tarentin : Uicchipèdie tarandíne) est l’édition de Wikipédia en tarentin, langue italo-romane parlée dans la province de Tarente dans les Pouilles en Italie. L'édition est lancée en avril 2006 et dans les faits en octobre 2006. Son code est : roa-tara.
Au 20 mars 2025, l'édition en tarentin contient 9 493 articles et compte 12 360 contributeurs, dont 17 contributeurs actifs et 3 administrateurs.

## Statistiques
- En février 2009, l'édition en tarentin compte quelque 4 500 articles et 1 900 utilisateurs enregistrés.
- Le 4 novembre 2022, elle contient 9 307 articles et compte 10 941 contributeurs, dont 18 contributeurs actifs et 2 administrateurs.
- Le 30 août 2024, elle contient 9 487 articles et compte 12 009 contributeurs, dont 17 contributeurs actifs et 3 administrateurs.